# Hadena capsularis
Hadena capsularis är en fjärilsart som beskrevs av Achille Guenée 1852. Hadena capsularis ingår i släktet Hadena och familjen nattflyn. Inga underarter finns listade i Catalogue of Life.